# Macmot châu Mỹ
Macmot bụng hung (tên khoa học Marmota monax) là một loài động vật có vú trong họ Sóc, bộ Gặm nhấm. Loài này được Linnaeus mô tả năm 1758.
Loài này phân bố rộng rãi ở Bắc Mỹ và phổ biến ở đông bắc và trung bộ Hoa Kỳ. Nó phân bố đến tận Alaska.
Thân dài đến 40 đến 65 cm (16 đến 26 in) (gồm đuôi dài 15 cm (6 in)) và trọng lượng 2 đến 4 kg (4 đến 9 lb). Ở nơi thiếu thiên địch và có nhiều alfalfa, loài này có thể dài đến 80 cm (30 in) và nặng 14 kg (31 lb). Chúng đào hang giỏi. Trong tự nhiên chúng sống thọ đến 6 năm, nhưng trung bình 2-3 năm tuổi còn trong tình trạng nuôi nhốt chúng thọ 9-14 năm tuổi. Kẻ thù săn mồi loài này có sói, sói đồng cỏ, cáo, đại bàng lớn và chó. Con non còn bị rắn bắt.

## Hình ảnh

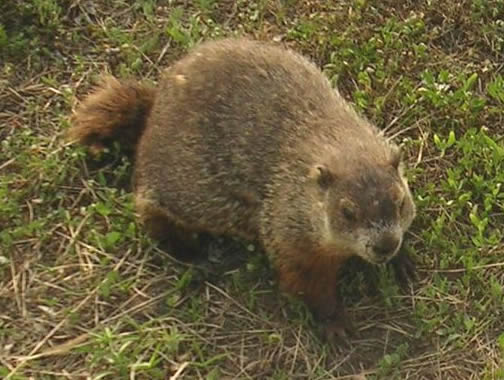
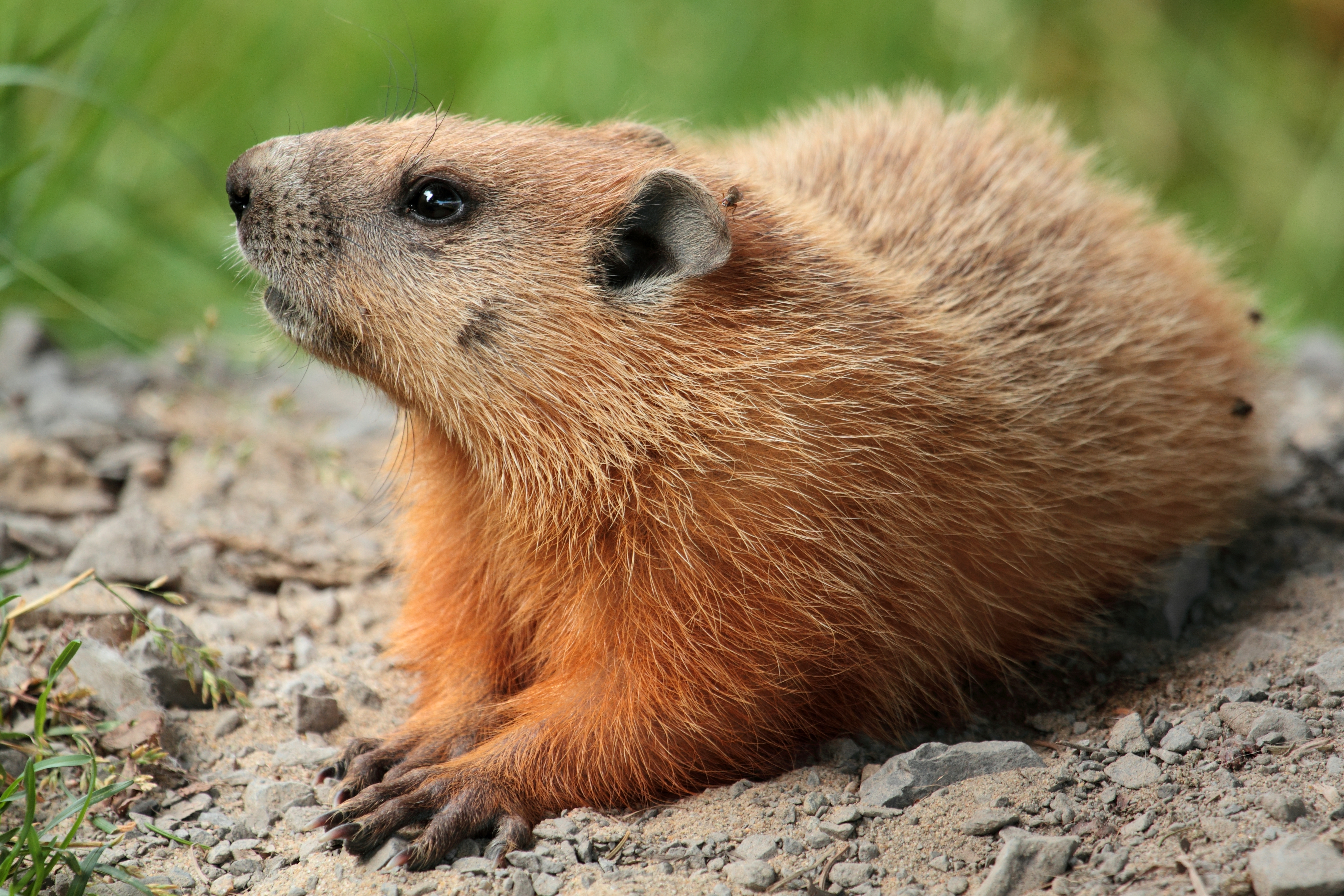
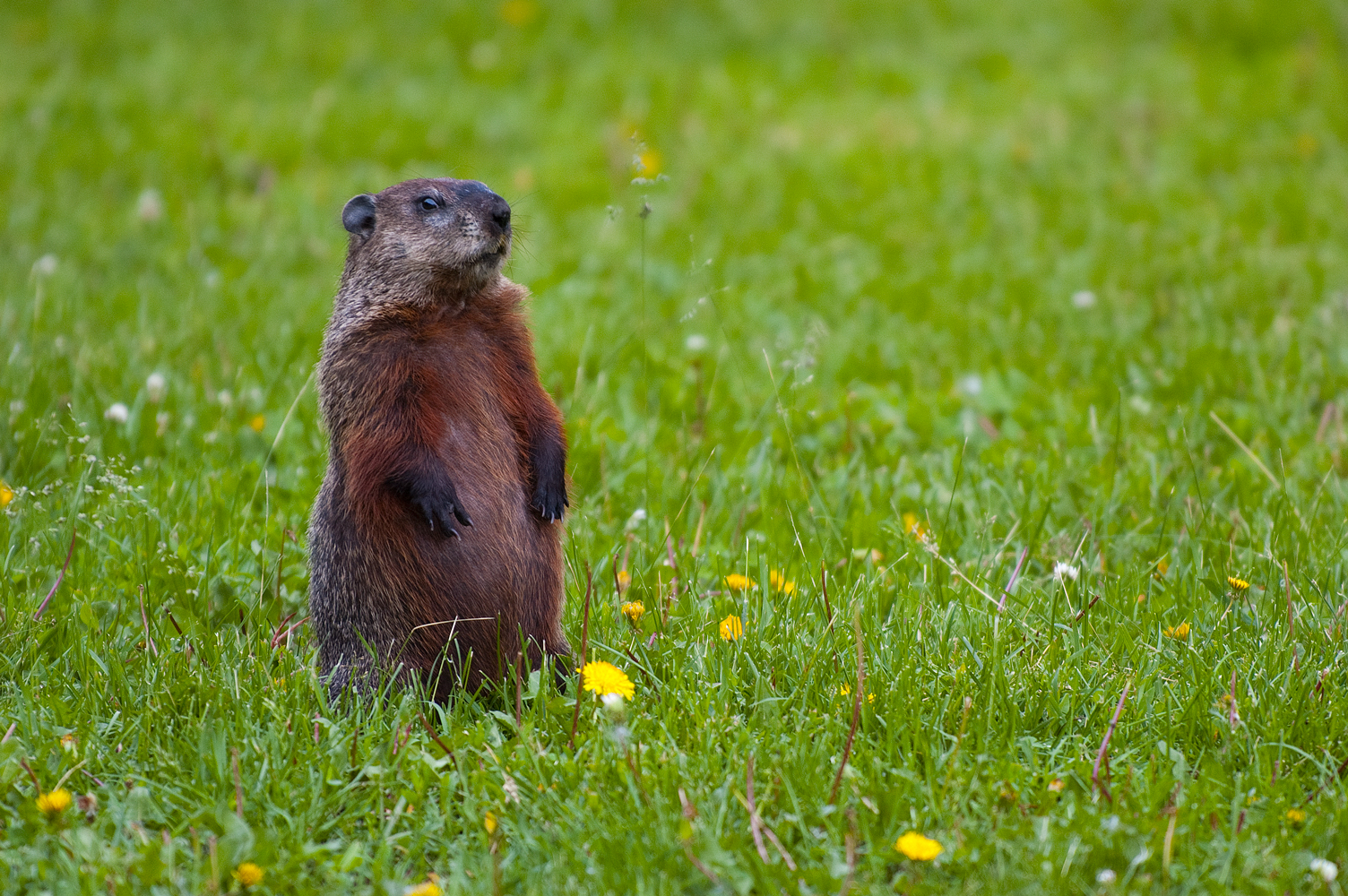
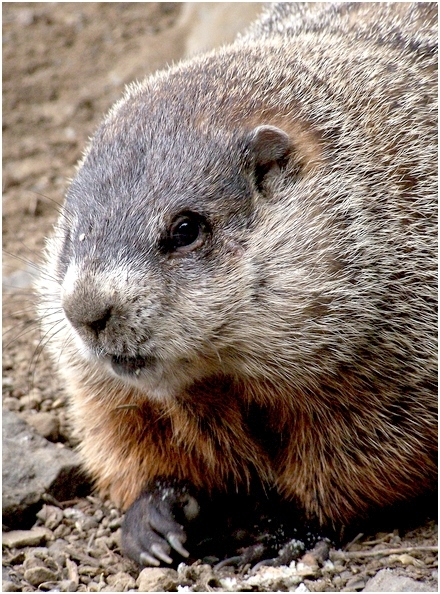

## Phân loài
- M. m. monax Linnaeus, 1758
- M. m. canadensis Erxleben, 1777
- M. m. ignava Bangs, 1899
- M. m. rufescens A. H. Howell, 1914